# Вярска
Вярска (ест. Värska) — сільське селище (ест. alevik) в Естонії. Адміністративний центр однойменної волості у повіті Пилвамаа.

## Персоналії
- Яне Вабарна (ест. Jane Vabarna; нар. 1980) — естонська діячка культури, популяризаторка сетуської культури, майстриня з текстильного рукоділля, у 2015—2016 та 2021—2022 року — Намісник Короля Сету.